# КК Монс-Ено
КК Монс-Ено (фр. Mons-Hainaut) је белгијски кошаркашки клуб из Монса, града у провинцији Ено. Из спонзорских разлога од 2012. пун назив клуба гласи Белфијус Монс-Ено (Belfius Mons-Hainaut). У сезони 2017/18. такмичи се у Првој лиги Белгије.

## Историја
Клуб је основан 1959. године, а прве четири деценије био је познат под именом КК Кварењон. У Првој лиги Белгије најбољи резултат било је друго место (освојено четири пута). Победник је Купа Белгије за 2006. и 2011. годину.
У Еврокупу клуб није забележио значајније резултате, јер је свако учешће завршавао већ у првој групној фази. У Еврочеленџу је био успешнији, па је у сезони 2007/08. стигао и до финала овог такмичења.

## Успеси

### Национални
- Првенство Белгије:
  - Вицепрвак (4): 2006, 2009, 2013, 2015.

- Куп Белгије:
  - Победник (2): 2006, 2011.
  - Финалиста (2): 2008, 2018.

- Суперкуп Белгије:
  - Победник (1): 2011.
  - Финалиста (1): 2006.

### Међународни
- Еврочеленџ:
  - Другопласирани (1): 2008.

## Познатији играчи
- Кејлеб Грин
- Омар Кук
- Иван Мараш
- Еј Џеј Слотер